# Comunità territoriale di Ševčenkove
La Comunità territoriale di insediamento di Ševčenkove (in ucraino Шевченківська селищна громада?) è una hromada ucraina, situata nel distretto di Kup"jans'k e nell'oblast' di Charkiv. Il suo centro amministrativo è l'insediamento di Ševčenkove.
L'area della comunità è di 979,1 km², e la popolazione è di 19 694 abitanti (dato del 2020).

## Suddivisioni

### Insediamenti di tipo rurale
- Borivs'ke
- Ševčenkove

### Villaggi
- Аrkadivka
- Baranove
- Berezivka
- Bezmjatežne
- Bohodarivka
- Chudojarove
- Duvanka
- Fedorivka
- Het'manivka
- Horožanivka
- Hroza
- Ivanivka
- Ivanivka
- Kolisnykivka
- Kravcivka
- Leljukivka
- Maksymivka
- Mali Krynky
- Mostove
- Mychaylivka
- Mychaylivka
- Mykil's'ke
- Myrne
- Myropillja
- Nyžnij Burluk
- Novyj Lyman
- Novomykolaivka
- Novostepanivka
- Odradne
- Ohurcivka
- Oleksandrivka
- Oleksijvka
- Petrivka
- Petropillja
- Poltava
- Raivka
- Rozdol'ne
- Samars'ke
- Sazonivka
- Semenivka
- Ševčenkove
- Šiškivka
- Smolivka
- Spodobivka
- Stanislavka
- Staryj Čyzvyk
- Starovirivka
- Stavyšče
- Sums'ke
- Tetjanivka
- Troic'ke
- Vasylenkove
- Velyki Chutory
- Verchn'ozorjans'ke
- Volodymyrivka
- Volos'ka Balaklija
- Zorjans'ke
- Žuravka